# Albo d'oro del campionato svizzero di calcio
Elenco dei vincitori della massima serie del campionato di calcio svizzero dal 1898 a oggi.

## Albo d'oro
| Stagione | Vincitore           | Secondo posto          | Terzo posto         | Note                                                                     |
| 1897-98  | Grasshoppers        |                        |                     | Campionato non ufficiale                                                 |
| 1898-99  | Anglo-American Club | Old Boys Basilea       |                     |                                                                          |
| 1899-00  | Grasshoppers        | Berna                  |                     |                                                                          |
| 1900-01  | Grasshoppers        | Berna                  |                     |                                                                          |
| 1901-02  | Zurigo              | Young Boys             | Berna               |                                                                          |
| 1902-03  | Young Boys          | Neuchâtel Xamax Zurigo |                     |                                                                          |
| 1903-04  | San Gallo           | Old Boys Basilea       | Servette            |                                                                          |
| 1904-05  | Grasshoppers        | Young Boys             | La Chaux-de-Fonds   |                                                                          |
| 1905-06  | Winterthur          | Servette               | Young Boys          |                                                                          |
| 1906-07  | Servette            | Young Fellows          | Basilea             |                                                                          |
| 1907-08  | Winterthur          | Young Boys             |                     |                                                                          |
| 1908-09  | Young Boys          | Winterthur             |                     |                                                                          |
| 1909-10  | Young Boys          | Servette               | Aarau               |                                                                          |
| 1910-11  | Young Boys          | Zurigo                 | Servette            |                                                                          |
| 1911-12  | Aarau               | Étoile-Sporting        | Servette            |                                                                          |
| 1912-13  | Montriond Losanna   | Old Boys Basilea       | Aarau               |                                                                          |
| 1913-14  | Aarau               | Young Boys             | Cantonal Neuchâtel  |                                                                          |
| 1914-15  | Brühl               | Servette               |                     |                                                                          |
| 1915-16  | Cantonal Neuchâtel  | Winterthur-Veltehim    | Old Boys Basilea    |                                                                          |
| 1916-17  | Winterthur-Veltheim | La Chaux-de-Fonds      | Young Boys          |                                                                          |
| 1917-18  | Servette            | Young Boys             | San Gallo           |                                                                          |
| 1918-19  | Étoile-Sporting     | Servette               | Winterthur-Veltheim |                                                                          |
| 1919-20  | Young Boys          | Servette               | Grasshoppers        |                                                                          |
| 1920-21  | Grasshoppers        | Young Boys             | Servette            |                                                                          |
| 1921-22  | Servette            | Lucerna                | Blue Stars Zurigo   |                                                                          |
| 1922-23  | -                   | -                      | -                   | Titolo revocato al Berna                                                 |
| 1923-24  | Zurigo              | Nordstern              | Servette            |                                                                          |
| 1924-25  | Servette            | Berna                  | Young Fellows       |                                                                          |
| 1925-26  | Servette            | Grasshoppers           | Young Boys          |                                                                          |
| 1926-27  | Grasshoppers        | Nordstern              | Bienne              |                                                                          |
| 1927-28  | Grasshoppers        | Nordstern              | Étoile Carouge      |                                                                          |
| 1928-29  | Young Boys          | Grasshoppers           | Urania Ginevra      |                                                                          |
| 1929-30  | Servette            | Grasshoppers           | Bienne              |                                                                          |
| 1930-31  | Grasshoppers        | Urania Ginevra         | La Chaux-de-Fonds   | Prima Lega                                                               |
| 1931-32  | Losanna             | Zurigo                 | Grasshoppers        | Lega Nazionale                                                           |
| 1932-33  | Servette            | Grasshoppers           | Young Boys          |                                                                          |
| 1933-34  | Servette            | Grasshoppers           | Lugano              |                                                                          |
| 1934-35  | Losanna             | Servette               | Lugano              |                                                                          |
| 1935-36  | Losanna             | Young Fellows          | Grasshoppers        |                                                                          |
| 1936-37  | Grasshoppers        | Young Boys             | Young Fellows       |                                                                          |
| 1937-38  | Lugano              | Grasshoppers           | Zurigo              |                                                                          |
| 1938-39  | Grasshoppers        | Grenchen               | Lugano              | Prima stella d'oro Grasshoppers.                                         |
| 1939-40  | Servette            | Grenchen               | Grasshoppers        |                                                                          |
| 1940-41  | Lugano              | Young Boys             | Servette            |                                                                          |
| 1941-42  | Grasshoppers        | Grenchen               | Servette            |                                                                          |
| 1942-43  | Grasshoppers        | Lugano                 | Losanna             |                                                                          |
| 1943-44  | Losanna             | Servette               | Lugano              | Lega Nazionale A                                                         |
| 1944-45  | Grasshoppers        | Lugano                 | Young Boys          |                                                                          |
| 1945-46  | Servette            | Lugano                 | Losanna             | Prima stella d'oro Servette.                                             |
| 1946-47  | Bienna              | Losanna                | Lugano              |                                                                          |
| 1947-48  | Bellinzona          | Bienne                 | Losanna             |                                                                          |
| 1948-49  | Lugano              | Basilea                | La Chaux-de-Fonds   |                                                                          |
| 1949-50  | Servette            | Basilea                | Losanna             |                                                                          |
| 1950-51  | Losanna             | Chiasso                | La Chaux-de-Fonds   |                                                                          |
| 1951-52  | Grasshoppers        | Zurigo                 | Chiasso             |                                                                          |
| 1952-53  | Basilea             | Young Boys             | Grasshoppers        |                                                                          |
| 1953-54  | La Chaux-de-Fonds   | Grasshoppers           | Losanna             |                                                                          |
| 1954-55  | La Chaux-de-Fonds   | Losanna                | Grasshoppers        |                                                                          |
| 1955-56  | Grasshoppers        | La Chaux-de-Fonds      | Young Boys          |                                                                          |
| 1956-57  | Young Boys          | Grasshoppers           | La Chaux-de-Fonds   |                                                                          |
| 1957-58  | Young Boys          | Grasshoppers           | Chiasso             |                                                                          |
| 1958-59  | Young Boys          | Grenchen               | Zurigo              |                                                                          |
| 1959-60  | Young Boys          | Bienne                 | La Chaux-de-Fonds   | Prima stella d'oro Young Boys.                                           |
| 1960-61  | Servette            | Young Boys             | Zurigo              |                                                                          |
| 1961-62  | Servette            | Losanna                | La Chaux-de-Fonds   |                                                                          |
| 1962-63  | Zurigo              | Losanna                | La Chaux-de-Fonds   |                                                                          |
| 1963-64  | La Chaux-de-Fonds   | Zurigo                 | Grenchen            |                                                                          |
| 1964-65  | Losanna             | Young Boys             | Servette            |                                                                          |
| 1965-66  | Zurigo              | Servette               | Losanna             |                                                                          |
| 1966-67  | Basilea             | Zurigo                 | Lugano              |                                                                          |
| 1967-68  | Zurigo              | Grasshoppers           | Lugano              |                                                                          |
| 1968-69  | Basilea             | Losanna                | Zurigo              |                                                                          |
| 1969-70  | Basilea             | Losanna                | Zurigo              |                                                                          |
| 1970-71  | Grasshoppers        | Basilea                | Lugano              |                                                                          |
| 1971-72  | Basilea             | Zurigo                 | Grasshoppers        |                                                                          |
| 1972-73  | Basilea             | Grasshoppers           | Sion                |                                                                          |
| 1973-74  | Zurigo              | Grasshoppers           | Servette            |                                                                          |
| 1974-75  | Zurigo              | Young Boys             | Grasshoppers        |                                                                          |
| 1975-76  | Zurigo              | Servette               | Basilea             |                                                                          |
| 1976-77  | Basilea             | Servette               | Zurigo              | Spareggio: Basilea- Servette 2-1                                         |
| 1977-78  | Grasshoppers        | Servette               | Basilea             |                                                                          |
| 1978-79  | Servette            | Zurigo                 | Grasshoppers        |                                                                          |
| 1979-80  | Basilea             | Grasshoppers           | Servette            |                                                                          |
| 1980-81  | Zurigo              | Grasshoppers           | Neuchâtel Xamax     |                                                                          |
| 1981-82  | Grasshoppers        | Servette               | Zurigo              |                                                                          |
| 1982-83  | Grasshoppers        | Servette               | San Gallo           |                                                                          |
| 1983-84  | Grasshoppers        | Servette               | Sion                | Spareggio: Grasshoppers- Servette 1-0 Seconda stella d'oro Grasshoppers. |
| 1984-85  | Servette            | Aarau                  | Neuchâtel Xamax     |                                                                          |
| 1985-86  | Young Boys          | Neuchâtel Xamax        | Lucerna             |                                                                          |
| 1986-87  | Neuchâtel Xamax     | Grasshoppers           | Sion                |                                                                          |
| 1987-88  | Neuchâtel Xamax     | Servette               | Aarau               |                                                                          |
| 1988-89  | Lucerna             | Grasshoppers           | Sion                |                                                                          |
| 1989-90  | Grasshoppers        | Losanna                | Neuchâtel Xamax     |                                                                          |
| 1990-91  | Grasshoppers        | Sion                   | Neuchâtel Xamax     |                                                                          |
| 1991-92  | Sion                | Neuchâtel Xamax        | Grasshoppers        |                                                                          |
| 1992-93  | Aarau               | Young Boys             | Servette            |                                                                          |
| 1993-94  | Servette            | Grasshoppers           | Sion                |                                                                          |
| 1994-95  | Grasshoppers        | Lugano                 | Neuchâtel Xamax     |                                                                          |
| 1995-96  | Grasshoppers        | Sion                   | Neuchâtel Xamax     |                                                                          |
| 1996-97  | Sion                | Neuchâtel Xamax        | Grasshoppers        |                                                                          |
| 1997-98  | Grasshoppers        | Servette               | Losanna             |                                                                          |
| 1998-99  | Servette            | Grasshoppers           | Losanna             |                                                                          |
| 1999-00  | San Gallo           | Losanna                | Basilea             |                                                                          |
| 2000-01  | Grasshoppers        | Lugano                 | San Gallo           |                                                                          |
| 2001-02  | Basilea             | Grasshoppers           | Lugano              |                                                                          |
| 2002-03  | Grasshoppers        | Basilea                | Neuchâtel Xamax     |                                                                          |
| 2003-04  | Basilea             | Young Boys             | Servette            | Super League Prima stella d'oro Basilea.                                 |
| 2004-05  | Basilea             | Thun                   | Grasshoppers        |                                                                          |
| 2005-06  | Zurigo              | Basilea                | Young Boys          | Prima stella d'oro Zurigo.                                               |
| 2006-07  | Zurigo              | Basilea                | Sion                |                                                                          |
| 2007-08  | Basilea             | Young Boys             | Zurigo              |                                                                          |
| 2008-09  | Zurigo              | Young Boys             | Basilea             |                                                                          |
| 2009-10  | Basilea             | Young Boys             | Grasshoppers        |                                                                          |
| 2010-11  | Basilea             | Zurigo                 | Young Boys          |                                                                          |
| 2011-12  | Basilea             | Lucerna                | Young Boys          |                                                                          |
| 2012-13  | Basilea             | Grasshoppers           | San Gallo           |                                                                          |
| 2013-14  | Basilea             | Grasshoppers           | Young Boys          |                                                                          |
| 2014-15  | Basilea             | Young Boys             | Zurigo              |                                                                          |
| 2015-16  | Basilea             | Young Boys             | Lucerna             |                                                                          |
| 2016-17  | Basilea             | Young Boys             | Lugano              | Seconda stella d'oro Basilea.                                            |
| 2017-18  | Young Boys          | Basilea                | Lucerna             |                                                                          |
| 2018-19  | Young Boys          | Basilea                | Lugano              |                                                                          |
| 2019-20  | Young Boys          | San Gallo              | Basilea             |                                                                          |
| 2020-21  | Young Boys          | Basilea                | Servette            |                                                                          |
| 2021-22  | Zurigo              | Basilea                | Young Boys          |                                                                          |
| 2022-23  | Young Boys          | Servette               | Lugano              |                                                                          |
| 2023-24  | Young Boys          | Lugano                 | Servette            |                                                                          |
| 2024-25  | Basilea             | Servette               | Young Boys          |                                                                          |
| 2025-26  |                     |                        |                     |                                                                          |

## Statistiche

### Titoli per squadra
| Squadre            | Titoli | Anni |
| ------------------ | ------ | --- |
| Grasshoppers       | 27     | 1897-1898, 1899-1900, 1900-1901, 1904-1905, 1920-1921, 1926-1927, 1927-1928, 1930-1931, 1936-1937, 1938-1939, 1941-1942, 1942-1943, 1944-1945, 1951-1952, 1955-1956, 1970-1971, 1977-1978, 1981-1982, 1982-1983, 1983-1984, 1989-1990, 1990-1991, 1994-1995, 1995-1996, 1997-1998, 2000-2001, 2002-2003 |
| Basilea            | 21     | 1952-1953, 1966-1967, 1968-1969, 1969-1970, 1971-1972, 1972-1973, 1976-1977, 1979-1980, 2001-2002, 2003-2004, 2004-2005, 2007-2008, 2009-2010, 2010-2011, 2011-2012, 2012-2013, 2013-2014, 2014-2015, 2015-2016, 2016-2017, 2024-2025                                                                   |
| Servette           | 17     | 1906-1907, 1917-1918, 1921-1922, 1924-1925, 1925-1926, 1929-1930, 1932-1933, 1933-1934, 1939-1940, 1945-1946, 1949-1950, 1960-1961, 1961-1962, 1978-1979, 1984-1985, 1993-1994, 1998-1999 |
| Young Boys         | 17     | 1902-1903, 1908-1909, 1909-1910, 1910-1911, 1919-1920, 1928-1929, 1956-1957, 1957-1958, 1958-1959, 1959-1960, 1985-1986, 2017-2018, 2018-2019, 2019-2020, 2020-2021, 2022-2023, 2023-2024 |
| Zurigo             | 13     | 1901-1902, 1923-1924, 1962-1963, 1965-1966, 1967-1968, 1973-1974, 1974-1975, 1975-1976, 1980-1981, 2005-2006, 2006-2007, 2008-2009, 2021-2022 |
| Losanna            | 7      | 1912-1913, 1931-1932, 1934-1935, 1935-1936, 1943-1944, 1950-1951, 1964-1965 |
| Winterthur         | 3      | 1905-1906, 1907-1908, 1916-1917 |
| Lugano             | 3      | 1937-1938, 1940-1941, 1948-1949 |
| La Chaux-de-Fonds  | 3      | 1953-1954, 1954-1955, 1963-1964 |
| Aarau              | 3      | 1911-1912, 1913-1914, 1992-1993 |
| Neuchâtel Xamax    | 2      | 1986-1987, 1987-1988 |
| Sion               | 2      | 1991-1992, 1996-1997 |
| San Gallo          | 2      | 1903-1904, 1999-2000 |
| Anglo-American     | 1      | 1898-1899 |
| Brühl              | 1      | 1914-1915 |
| Cantonal Neuchâtel | 1      | 1915-1916 |
| Étoile-Sporting    | 1      | 1918-1919 |
| Bienne             | 1      | 1946-1947 |
| Bellinzona         | 1      | 1947-1948 |
| Lucerna            | 1      | 1988-1989 |

### Titoli per città
| Città             | Titoli | Squadre vincenti                                              |
| ----------------- | ------ | ------------------------------------------------------------- |
| Zurigo            | 41     | Grasshopper (27), Zurigo (13), Anglo-American Club Zurigo (1) |
| Basilea           | 21     | Basilea (21)                                                  |
| Ginevra           | 17     | Servette (17)                                                 |
| Berna             | 17     | Young Boys (17)                                               |
| Losanna           | 7      | Losanna (7)                                                   |
| La Chaux-de-Fonds | 4      | La Chaux-de-Fonds (3), Étoile-Sporting (1)                    |
| San Gallo         | 3      | San Gallo (2), Brühl (1)                                      |
| Aarau             | 3      | Aarau (3)                                                     |
| Neuchâtel         | 3      | Neuchâtel Xamax (2), Cantonal Neuchâtel (1)                   |
| Lugano            | 3      | Lugano (3)                                                    |
| Winterthur        | 3      | Winterthur (3)                                                |
| Sion              | 2      | Sion (2)                                                      |
| Bienne            | 1      | Bienna (1)                                                    |
| Lucerna           | 1      | Lucerna (1)                                                   |
| Bellinzona        | 1      | Bellinzona (1)                                                |

### Titoli per cantone
| Cantone       | Titoli | Squadre vincenti                                                                        |
| ------------- | ------ | --------------------------------------------------------------------------------------- |
| Zurigo        | 44     | Grasshopper (27), Zurigo (13), Winterthur (3), Anglo-American Club Zurigo (1)           |
| Basilea Città | 21     | Basilea (21)                                                                            |
| Ginevra       | 17     | Servette (17)                                                                           |
| Berna         | 17     | Young Boys (16), Bienna (1)                                                             |
| Vaud          | 7      | Losanna (7)                                                                             |
| Neuchâtel     | 7      | La Chaux-de-Fonds (3), Neuchâtel Xamax (2), Cantonal Neuchatel (1), Étoile-Sporting (1) |
| Ticino        | 4      | Lugano (3), Bellinzona (1)                                                              |
| Argovia       | 3      | Aarau (3)                                                                               |
| San Gallo     | 3      | San Gallo (2), Brühl (1)                                                                |
| Vallese       | 2      | Sion (2)                                                                                |
| Lucerna       | 1      | Lucerna (1)                                                                             |